# Orasema cockerelli
Orasema cockerelli är en stekelart som beskrevs av Charles Joseph Gahan 1940. Orasema cockerelli ingår i släktet Orasema och familjen Eucharitidae. Inga underarter finns listade i Catalogue of Life.